# Oligosita australica
Oligosita australica är en stekelart som beskrevs av Girault 1920. Oligosita australica ingår i släktet Oligosita och familjen hårstrimsteklar. Inga underarter finns listade i Catalogue of Life.